# Línea SE853 (EMT Madrid)
El Servicio Especial (S.E.) codificado como SE853 de la EMT de Madrid conectaba las estaciones de Atocha y Valdecarros en sustitución de la línea 1 de metro, que permanece cortada por obras desde el 24 de junio hasta el 13 de octubre de 2023.

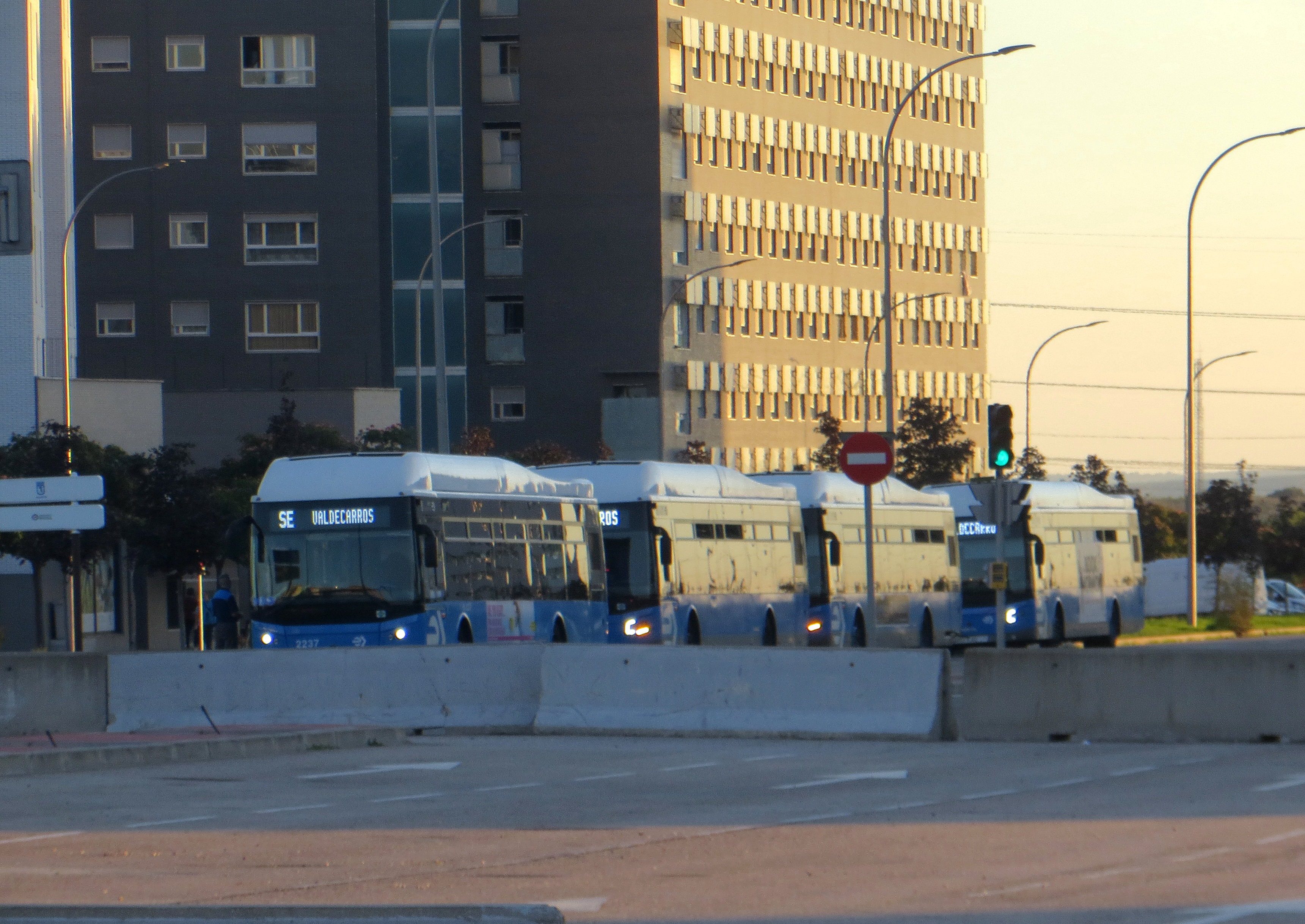
Cuatro autobuses del servicio especial descansando a la vez en Valdecarros.

## Características
Esta línea prestó servicio desde el 24 de junio hasta el 29 de septiembre de 2023, cubriendo parte del recorrido de la línea 1 de metro, cortada por obras. Era gratuita para los usuarios, pues se trataba de un servicio especial consensuado entre ambos operadores de transporte. Tenía una dotación de hasta 58 autobuses en horas punta, con frecuencias que oscilaban entre 1 y 5 minutos dependiendo del tramo horario. Empleaba principalmente autobuses estándar (de 12 metros de largo) pero también incluía algunos articulados (de 18 metros). No obstante, debido a la cantidad de vehículos articulados disponibles en agosto, la asignación este mes fue de autobuses articulados, salvo excepciones, habiendo un máximo de 25 al día.
Desde el 27 de septiembre de 2023, coincidiendo con la reapertura parcial del tramo entre Sol y Nueva Numancia, se adaptó su recorrido pasando a cubrir únicamente las estaciones afectadas por las obras hasta la reapertura completa de la Línea 1. Este cambio se hizo efectivo el 30 de septiembre con la creación de la línea SE857, coincidiendo durante unos días el itinerario con el tramo reabierto.
Para minimizar el tiempo de espera en los primeros servicios, y a diferencia de otras líneas de autobús, cada mañana a las 6:05 o 6:06 salían autobuses desde algunas paradas intermedias para complementar a los autobuses que salen desde las cabeceras, según el siguiente esquema:
| Sentido Valdecarros | Atocha, Puente de Vallecas y Miguel Hernández                     |
| Sentido Atocha      | Valdecarros, Villa de Vallecas, Miguel Hernández y Nueva Numancia |

### Frecuencias
| De lunes a viernes laborables           |              |
| De 6:00 a 7:00                          | cada 2-4 min |
| De 7:00 a 9:00                          | cada 1-2 min |
| De 9:00 a 23:00                         | cada 2-3 min |
| De 23:00 a fin                          | cada 3-5 min |
| Sábados laborables, domingos y festivos |              |
| De 6:00 a 8:00                          | cada 4-6 min |
| De 8:00 a 24:00                         | cada 3-4 min |
| De 24:00 a fin                          | cada 4-7 min |

## Recorrido y paradas
La línea comenzaba su recorrido en Atocha, en las paradas que hay frente al Ministerio de Agricultura. Desde ahí se dirigía a la Avenida Ciudad de Barcelona. Al llegar al Puente de Vallecas proseguía por la Avenida de la Albufera, que recorría en su totalidad. Circulaba brevemente por la Carretera de Vicálvaro a Vallecas y la Avenida de la Democracia para adentrarse en Villa de Vallecas mediante Sierra de Guadalupe, Sierra Gádor y Real de Arganda. De ahí se dirigía al Ensanche de Vallecas por la avenida homónima hasta llegar a la Gran Vía del Sureste, junto a la estación de Valdecarros.
El recorrido de vuelta era igual que el de ida con la salvedad de que, en lugar de tomar Sierra de Guadalupe y Sierra Gádor, circulaba por la calle Jesús del Pino.
| Estación sustituida | Parada                                                                         | Parada                                                         | Conexiones con otras líneas de metro y de Cercanías |
| Estación sustituida | Sentido Valdecarros                                                            | Sentido Atocha                                                 | Conexiones con otras líneas de metro y de Cercanías |
| ------------------- | ------------------------------------------------------------------------------ | -------------------------------------------------------------- | --------------------------------------------------- |
| Atocha              | 50011 Av. Ciudad de Barcelona con Carlos V                                     | 2178 P.º Infanta Isabel, 7 (Solo descenso)                     | Atocha-Cercanías                                    |
| Menéndez Pelayo     | 1404 Av. Ciudad de Barcelona, 136                                              | 1405 Av. Ciudad de Barcelona, 19                               |                                                     |
| Pacífico            | 1408 Av. Ciudad de Barcelona frente al 73                                      | 1978 Av. Ciudad de Barcelona, 81                               | Pacífico                                            |
| Puente de Vallecas  | 2058 Av. Ciudad de Barcelona, 222                                              | 2057 Av. Ciudad de Barcelona, 109                              |                                                     |
| Nueva Numancia      | 1003 Av. de la Albufera, 76 (Sierra Carbonera)                                 | 1004 Av. de la Albufera, 71                                    |                                                     |
| Portazgo            | 1007 Av. de la Albufera frente al 145 (Estadio de Vallecas)                    | 1008 Av. de la Albufera, 143 (Estadio de Vallecas)             |                                                     |
| Buenos Aires        | 1009 Av. de la Albufera frente al 179                                          | 1010 Av. de la Albufera con c/ Pío Felipe                      |                                                     |
| Alto del Arenal     | 1013 Av. de la Albufera, 248                                                   | 4365 Santillana del Mar                                        |                                                     |
| Miguel Hernández    | 1017 Av. de la Albufera, 270                                                   | 1018 Av de la Albufera, 285 con Rafael Alberti                 |                                                     |
| Sierra de Guadalupe | 1027 Av. de la Democracia, s/n (intercambiador)                                | 5949 Av. de la Democracia, 2                                   | Vallecas                                            |
| Villa de Vallecas   | 5954 Real de Arganda, 8                                                        | 5953 Real de Arganda, 3                                        |                                                     |
| La Gavia            | 3979 Av. del Ensanche de Vallecas con c/ Alto de la Sartenilla                 | 3980 Av. del Ensanche de Vallecas con c/ Pueblanueva           |                                                     |
| Las Suertes         | 3853 Av. del Ensanche de Vallecas frente al 67                                 | 3854 Av. del Ensanche de Vallecas, 67                          |                                                     |
| Valdecarros         | 3965 Av. del Ensanche de Vallecas con Av. Gran Vía del Sureste (solo descenso) | 3966 Av. del Ensanche de Vallecas con Av. Gran Vía del Sureste |                                                     |